# 舊皮耶巴爾加市鎮
舊皮耶巴爾加市鎮，曾是拉脫維亞的一個市鎮，設立於2009年，位於該國中部。人口4776，面積542.5平方公里，人口密度約8.8人/km2。
2021年7月1日，舊皮耶巴爾加市鎮与其它市镇一起合并至采西斯市鎮。

## 外部連結
- 采西斯市鎮官方網站 （页面存档备份，存于） （拉脱维亚文）